# 자동차관리법
자동차관리법(自動車管理法)은 대한민국에서 운행중인 자동차와 관련된 사항을 규정한 법률이다. 1962년 1월 10일 도로운송차량법(道路運送車輛法)이라는 이름으로 제정 및 시행이 되었으며, 1987년 7월 1일부터 자동차관리법이라는 이름으로 전부 개정된 법률(1986년 12월 31일 개정)로 시행이 되었다.

## 자동차 구분
자동차관리법에 의한 자동차는 법 제2조에 따라 승용자동차, 승합자동차, 화물자동차, 특수자동차, 이륜자동차로 구별한다.
- 승용자동차(승용차)  : 10인 이하를 운송하기 적합하게 제작된 차량.
- 승합자동차(승합차) : 11인 이상을 운송하기 적합하게 제작된 자동차로, 아래의 하나에 해당하는 자동차도 승차인원에 관계없이 이를 승합자동차로 본다.
  - 내부의 특수한 설비로 인하여 승차인원이 10인 이하로 된 차량.
  - 국토교통부령으로 정하는 경형차량으로서 승차인원이 10인 이하인 전방조종차량.
  - 캠핑용차량 또는 트레일러.
- 화물자동차(화물차) : 화물을 운송하기에 적합한 화물적재공간을 갖추고, 화물적재공간의 총적재화물의 무게가 운전자를 제외한 승객이 승차공간에 모두 탑승했을 때의 승객의 무게보다 많은 차량.
- 특수자동차(특수차) : 다른 자동차를 견인하거나 구난작업 또는 특수한 작업을 수행하기에 적합하게 제작된 자동차로서 승용자동차·승합자동차 또는 화물자동차가 아닌 차량.
- 이륜자동차(이륜차) : 총배기량 또는 정격출력의 크기하고 관계 없이 1인 또는 2인의 사람을 운송하기에 적합하게 제작된 이륜의 자동차 및 그와 유사한 구조로 되어 있는 차량(고속도로 통행 불가).

위 구분의 종류는 국토해양부령인 시행규칙 별표1에 따라 세분화되어 있다.

### 승용자동차
규모별
| 규모 | 배기량          | 규격                                              | 예시 모델                |
| ---- | --------------- | ------------------------------------------------- | ------------------------ |
| 경형 | 1,000cc이하     | 길이 3.6m·너비 1.6m·높이 2.0m 이하인 것           | 기아 모닝, GM대우 마티즈 |
| 소형 | 1,000~1,600cc   | 길이 4.7m, 너비 1.7m, 높이 2.0m 이하인 것         | 현대 엑센트              |
| 중형 | 1,600cc~2,000cc | 길이·너비·높이중 어느 하나라도 소형을 초과하는 것 | 현대 쏘나타              |
| 대형 | 2,000cc초과     | 길이·너비·높이 모두가 소형을 초과하는 것          | 현대 에쿠스              |

유형별
| 유형         | 분류 기준 | 예시 종류       |
| ------------ | --- | --------------- |
| 일반형       | 2개 내지 4개의 문이 있고, 전후 2열 또는 3열의 좌석을 구비한 유선형인 것                                                            | 세단            |
| 승용겸화물형 | 차실안에 화물을 적재하도록 장치된 것                                                                                               | 픽업 트럭       |
| 다목적형     | 후레임형이나 4륜구동장치 또는 차동제한장치를 갖추는 등 험로운행이 용이한 구조로 설계된 자동차로서 일반형 및 승용겸화물형이 아닌 것 | SUV             |
| 기타형       | 위 어느 형에도 속하지 아니한 승용자동차인 것                                                                                       | 마이크로 자동차 |

### 승합자동차
규모별
| 규모 | 분류 기준                                                                                                  | 예시 모델       |
| ---- | --- | --------------- |
| 경형 | 배기량 1,000cc미만으로서 길이 3.6m·너비 1.6m·높이 2.0m 이하인 것                                           | 한국GM 다마스   |
| 소형 | 승차정원이 15인 이하인 것으로서 길이 4.7m, 너비 1.7m, 높이 2.0m 이하인 것                                  | 현대 스타렉스   |
| 중형 | 승차정원이 16인 이상 35인 이하이거나, 길이·너비·높이중 어느 하나라도 소형을 초과하지만 길이는 9m 미만인 것 | 자일대우 레스타 |
| 대형 | 승차정원이 36인 이상이거나, 길이·너비·높이 모두가 소형을 초과하고 길이는 9m 이상인 것                      | 자일대우 BX     |

유형별
| 유형   | 분류 기준                                          | 예시 종류 |
| ------ | -------------------------------------------------- | --------- |
| 일반형 | 주목적이 여객운송용인 것                           | 버스      |
| 특수형 | 특정한 용도(장의·헌혈·구급·보도·캠핑 등)를 가진 것 | 캠핑카    |

### 화물자동차
규모별
| 규모 | 분류 기준                                                           | 예시 모델       |
| ---- | ------------------------------------------------------------------- | --------------- |
| 경형 | 배기량 1,000cc미만으로서 길이 3.6m·너비 1.6m·높이 2.0m 이하인 것    | 한국GM 라보     |
| 소형 | 최대적재량이 1t 이하인 것으로서 총중량 3.5t 이하인 것               | 현대 포터       |
| 중형 | 최대적재량이 1t초과 5t 미만이거나, 총중량이 3.5t 초과 10t 미만인 것 | 현대 마이티     |
| 대형 | 최대적재량이 5t 이상이거나, 총중량이 10t 이상인 것                  | 타타대우 노부스 |

유형별
| 유형   | 분류 기준 | 예시 종류                              |
| ------ | --- | -------------------------------------- |
| 일반형 | 보통의 화물운송용인 것                                                                                          | 트럭                                   |
| 덤프형 | 적재함을 원동기의 힘으로 기울여 적재물을 중력에 의하여 쉽게 미끄러뜨리는 구조의 화물운송용인 것                 | 덤프트럭                               |
| 밴형   | 지붕구조의 덮개가 있는 화물운송용인 것                                                                          | 화물을 적재하도록 설계되어 있는 승합차 |
| 기타형 | 특정한 용도를 위하여 특수한 구조를 하거나, 기구를 장치한 것으로서 위 어느형에도 속하지 아니하는 화물운송용인 것 |                                        |

비고
화물자동차는 화물을 운송하기 적합하게 바닥 면적이 최소 2제곱미터 이상(특수용도형의 경형화물자동차는 1제곱미터 이상)인 화물적재공간을 갖춘 자동차로서 아래와 같다.
- 승차공간과 화물적재공간이 분리된  자동차로서 화물적재공간이 분리되어 있는 자동차로서 화물적재공간의 윗부분이 개방된 구조의 자동차
- 유류·가스 등을 운반하기 위한 적재함을 설치한 자동차 및 화물을 싣고 내리는 문을 갖춘 적재함이 설치된 자동차(구조·장치의 변경을 통하여 화물적재공간에 덮개가 설치된 자동차를 포함한다)

### 특수자동차
규모별
| 규모 | 분류 기준                                                        | 예시 종류 |
| ---- | ---------------------------------------------------------------- | --------- |
| 경형 | 배기량 1,000cc미만으로서 길이 3.6m·너비 1.6m·높이 2.0m 이하인 것 |           |
| 소형 | 총중량이 3.5t 이하인 것                                          |           |
| 중형 | 총중량이 3.5t 초과 10t 미만인 것                                 |           |
| 대형 | 총중량이 10t 이상인 것                                           |           |

유형별
| 유형       | 분류 기준                                                             | 예시 종류 |
| ---------- | --------------------------------------------------------------------- | --------- |
| 견인형     | 피견인차의 견인을 전용으로 하는 구조인 것                             | 트레일러  |
| 구난형     | 고장·사고 등으로 운행이 곤란한 자동차를 구난·견인할 수 있는 구조인 것 | 레커      |
| 특수작업형 | 위 어느형에도 속하지 아니하는 특수작업용인 것                         |           |

### 이륜자동차
규모별
| 규모 | 분류 기준 | 예시 모델   |
| ---- | --- | ----------- |
| 경형 | 배기량 50cc미만(최고정격출력 4kw 이하)인 것                                                                      | S&T 뉴티    |
| 소형 | 배기량 100cc 이하(최고정격출력 11kw 이하)인 것으로 최대적재량(기타형에만 해당)이 60 kg 이하인 것                 | 대림 델피노 |
| 중형 | 배기량 100cc 초과 260cc 이하(최고정격출력 11kw 초과 15kw 이하)인 것으로 최대적재량이 60 kg 초과 100 kg 이하인 것 | 대림 VJF250 |
| 대형 | 배기량이 260cc(최고정격출력 15kw)를 초과하는 것                                                                  | S&T ST7     |

유형별
| 유형   | 분류 기준                                                             | 예시 종류 |
| ------ | --------------------------------------------------------------------- | --------- |
| 일반형 | 자전거로부터 진화한 구조로서 사람 또는 소량의 화물을 운송하기 위한 것 |           |
| 특수형 | 경주·오락 또는 운전을 즐기기 위한 경쾌한 구조인 것                    |           |
| 기타형 | 3륜 이상인 것으로서 최대적재량이 100 kg 이하인 것                     |           |

비고
자동차관리법 제3조 제1항 제5호에 의한 이륜자동차 중에서 "유사한 구조로 되어 있는 자동차"는 아래와 같다.
- 이륜인 자동차에 측차를 붙인 자동차
- 조향장치의 조작방식, 동력전달방식 또는 원동기 냉각방식 등이 이륜의 자동차와 유사한 구조로 되어 있는 삼륜 또는 사륜의 자동차로서 승용자동차에 해당하지 아니하는 자동차

## 같이 보기
- 자동차 및 자동차부품의 성능과 기준에 관한 규칙
- 자동차, 승용차 - 승용자동차의 흔한 표현
- 승합차, 버스 - 승합자동차의 흔한 표현
- 트럭 - 화물자동차의 흔한 표현
- 특수차, 특장차 - 특수자동차의 흔한 표현
- 모터사이클, 모터바이크, 오토바이 - 이륜자동차의 흔한 표현
- 사이드카 - 이륜인 자동차에 측차를 붙인 자동차의 흔한 표현
- 트라이시클, 트라이크, 삼륜자동차, 삼륜차
- 조향장치의 조작방식, 동력전달방식 또는 원동기 냉각방식 등이 이륜의 자동차와 유사한 구조로 되어 있는 삼륜 또는 사륜의 자동차
  - 트라이시클, 트라이크, 삼륜 오토바이
  - 전지형차, ATV